# Dorjpalamyn Narmandakh
Dorjpalamyn Narmandakh est un judoka mongol né le 18 décembre 1975 à Darkhan.

## Biographie
Il dispute les Jeux olympiques d'été de 1996 à Atlanta où il remporte une médaille de bronze.

## Palmarès

### Jeux olympiques
- Jeux olympiques d'été de 1996 à Atlanta
  -  Médaille de bronze en -60 kg[1]

### Championnats d'Asie
- Championnats d'Asie de judo 2001 à Oulan-Bator
  -  Médaille de bronze en -60 kg
- Championnats d'Asie de judo 2000 à Osaka
  -  Médaille de bronze en -60 kg
- Championnats d'Asie de judo 1996 à Hô-Chi-Minh-Ville
  -  Médaille d'or en -60 kg
- Championnats d'Asie de judo 1993 à Macao
  -  Médaille de bronze en -60 kg